# Nicole Hewitt
Nicole Hewitt (London, 1965.) umjetnica je i profesorica animiranog filma i novih medija. U Londonu je diplomirala na Akademiji likovne umjetnosti u Brightonu 1986. godine i magistrirala Fine Art Media na Slade School of Art 2002. godine. Trenutno je doktorandica na Slade School of Art i Odsjeku za antropologiju na University College London.

## Filmska karijera
Od 1986. godine bavi se animiranim i eksperimentalnim filmom koji su redovito uvrštavani na međunarodne festivale i izložbe. Njeni filmovi In Dividu (1999.) i In Between (2002.) višestruko su nagrađivani na festivalima poput Dani hrvatskog filma, Hiroshima International Festival of Animation i Festival novog filma Split. Trenutno je pročelnica Odsjeka za animirani film i nove medije na Akademiji likovnih umjetnosti u Zagrebu. Predaje animaciju i eksperimentalni film na ALU-u.

## Umjetnička praksa
U svojim radovima istražuje mogućnosti dokumentarnog jezika unutar fiktivne strukture, propitujući specifičnosti filmskog, performativnog i teorijskog jezika. Uz filmsku praksu, bavi se istraživanjem teorije i prakse suvremene umjetnosti. Također sudjelovala je u izložbi Vidljive u Muzeju suvremene umjetnosti u Zagrebu. Organizira, kurira i ko-kurira mnoge radionice, izložbe i seminare poput TIP-a u suradnji s Art radionicom Lazareti te Protokol SC i Kiborgezija. Dobitnica je nagrade Vedran Šamanović 2022. godine. 